# Haeterius loripes
Haeterius loripes är en skalbaggsart som beskrevs av Thomas Casey 1916. Haeterius loripes ingår i släktet Haeterius och familjen stumpbaggar. Inga underarter finns listade i Catalogue of Life.